# Episodi di Stucky
La prima stagione della serie televisiva Stucky, composta da 6 episodi, è stata trasmessa in prima visione su Rai 2 dal 30 ottobre al 4 dicembre 2024.
| nº | Titolo                 | Prima TV         |
| -- | ---------------------- | ---------------- |
| 1  | Il sole di Tabriz      | 30 ottobre 2024  |
| 2  | Tiramisù               | 6 novembre 2024  |
| 3  | Falso d'autore         | 13 novembre 2024 |
| 4  | Un'altra vita          | 20 novembre 2024 |
| 5  | La cicala e la formica | 27 novembre 2024 |
| 6  | A cuore aperto         | 4 dicembre 2024  |

## Il sole di Tabriz
- Diretto da: Valerio Attanasio
- Scritto da: Valerio Attanasio e Matteo Visconti

### Trama
Un ragazzo di origine marocchina viene ucciso con un colpo di martello e l'omicida tenta di simulare un suicidio scrivendo in arabo un biglietto d'addio e buttando la vittima dal balcone. Ma all'ispettore Stucky questa versione non convince.
- Altri interpreti: Thomas Trabacchi (Luca Della Torre), Marina Rocco (Simona Zanon), Gaja Masciale (Alice Torcello), Francesco Sferrazza Papa (Tommaso Lantani), Tiwuany Lepetitgaland (Malik Benjelloun), Evelina Meghnagi (Gina Trentin), Guido Rigatti (Mario Barini)
- Ascolti: telespettatori 1 525 000 – share 8,00%[1]

## Tiramisù
- Diretto da: Valerio Attanasio
- Scritto da: Valerio Attanasio e Matteo Visconti

### Trama
Una ragazza durante una battuta di caccia uccide un uomo con uno sparo di fucile; l'uomo è suo zio, co-proprietario della fabbrica di famiglia. L'omicidio è pianificato dalla madre della ragazza, nonché sorella del morto; le due volevano impossessarsi della totalità delle quote aziendali ma per loro sfortuna scopriranno che il fratello si era sposato in segreto.
- Altri interpreti: Paola Sambo (Margherita Sartor Varotto), Astrid Casali (Laura Varotto), Elena Lander (Cristina Ivanova), Mauro Compagni (Giorgio Sartor), Gilda Pecoraro (Samanta Bordon), Simona Senzacqua (segretaria azienda Sartor), Livio Pacella (Luciano), Maurizio Fanin (Marco Varotto)
- Ascolti: telespettatori 1 369 000 – share 7,1%[2]

## Falso d'autore
- Diretto da: Valerio Attanasio
- Scritto da: Valerio Attanasio e Matteo Visconti

### Trama
Una donna viene assassinata in un garage e l'omicida simula una rapina finita male. Il colpevole è un collega della donna che ha ucciso perché in difficoltà economiche, ma soprattutto perché voleva impossessarsi di un suo quadro di Boccioni ed era pronto a sostituirlo con una copia realizzata da un falsario. 
- Altri interpreti: Denis Fasolo (Antonio Martini), Federico Marignetti (Marco Cattaneo), Roberto Citran (Enrico Fioroni), Emanuela Siragusa (Giovanna Bastoni), Ermanno De Biagio (Giorgio Alberoni), Sofia Taglioni (Silvia Perini), Nicole Piazzetta (segretaria palestra)
- Ascolti: telespettatori 1 314 000 – share 6,8%[3]

## Un'altra vita
- Diretto da: Valerio Attanasio
- Scritto da: Valerio Attanasio e Matteo Visconti

### Trama
In un magazzino abbandonato, due tossicodipendenti vengono trovati morti assieme ad un sacchetto contenente diamanti rubati da una nota gioielleria. Stucky, dubbioso sulla dinamica, indaga iniziando dalla proprietà della gioielleria.
- Altri interpreti: Michele Eburnea (Giacomo Ballarin), Matilde Benedusi (Giulia Calò), Federica Fracassi (Adele), Mirko Artuso (Guido Ballarin), Antonio Scarpa (Marco Covone), Marilena Annibaldi (infermiera Lucia), Giulia Briata (Miriam), Alessandra Roca (Anna Mariani), Jacopo Dei (Rossano Pelagio)
- Ascolti: telespettatori 1 562 000 – share 7,8%[4]

## La cicala e la formica
- Diretto da: Valerio Attanasio
- Scritto da: Valerio Attanasio e Matteo Visconti

### Trama
Un uomo uccide suo fratello facendogli bere una bottiglia di vino con una sostanza tossica al suo interno; la sostanza è impercettibile tant'è che non si sa come l'uomo sia morto. L'ispettore Stucky scoprirà tramite una macchia di vino sul pullover che la vittima aveva poco prima di morire bevuto il vino proveniente dalle vigne dell'omicida.
- Altri interpreti: Stefano Scandaletti (Dario Berrin), Silvia Degrandi (Alessia), Gelsomina Pascucci (Francesca Ghisleri), Ugo Piva (Fulvio Perricon), Fabio Riva (Fabio Berrin), Eleonora Pieroni (Valentina)
- Ascolti: telespettatori 1 427 000 – share 7,4%[5]

## A cuore aperto
- Diretto da: Valerio Attanasio
- Scritto da: Valerio Attanasio e Matteo Visconti

### Trama
Un chirurgo nel mezzo di un'operazione notturna, si assenta dalla sala operatoria per andare a uccidere una collega a casa sua. Il movente si nasconde dietro alla morte di un paziente avvenuta tempo prima per mano del medico che la donna, prossima alla pensione voleva rivelare rovinando per sempre la sua reputazione. 
- Altri interpreti: Stefano Dionisi (Pietro Massarin), Fabrizio Costella (Federico Massarin), Giulia Carpaneto (Camilla Masiero), Chiara Trevisi (Valeria Gremiani), Silvia Lorenzo (Maria Masiero), Valerio Mazzuccato (Primo Scattolin), Stefania Ugomari Di Blas (infermiera]
- Ascolti: telespettatori 1 466 000 – share 7,6%[6]